# Дельфін (геральдика)
Дельфін (фр. dauphin) як гербова фігура зображується зігнутим.

Герб Дофіна Франції

Якщо у нього видно язик, то він називається живим (фр. munter, vif); якщо у нього розкрита паща, то він називається обмираючим (фр. schmachtend, se pâmant). У гербах він служив емблемою сили.
Він також виступає як символ морської стихії, свободи, радості, благородства. У Стародавній Греції дельфін вважався носієм душ померлих на Острови блаженних. Крім того, з ним пов'язується мотив порятунку потопаючих (згідно з одним із міфів, дельфін підхопив співака  Аріона, коли той кинувся в море).
Останній аспект символіки дельфіна був запозичений християнством, де цей образ зв'язувався з Христом — рятівником світу (оскільки дельфін розглядався як риба, а риба — це символ Христа).
Дельфін може зображуватися разом з якорем, при цьому він уособлює швидкість, тоді як якір — неспішність і ґрунтовність; в цілому дана алегорія може бути передана словами «поспішай повільно».
Дельфін був зображений на гербі графа  Гіга IV Вьєнського, і граф отримав прізвисько «Le Dauphin». Потім титул «Дофін Вьєнський», що походив від цього прізвиська, успадковували  графи Вьєнскі. Область, якою вони правили, отримала назву Дофіне. В 1349 р. дофіни Вьєнські продали титул французькій короні з умовою, що титул будуть носити спадкоємці престолу.

## Фототека

Герб міста Щолкіне
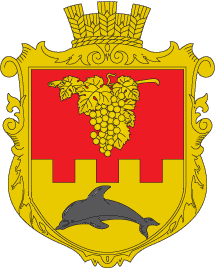
Герб села Парутине
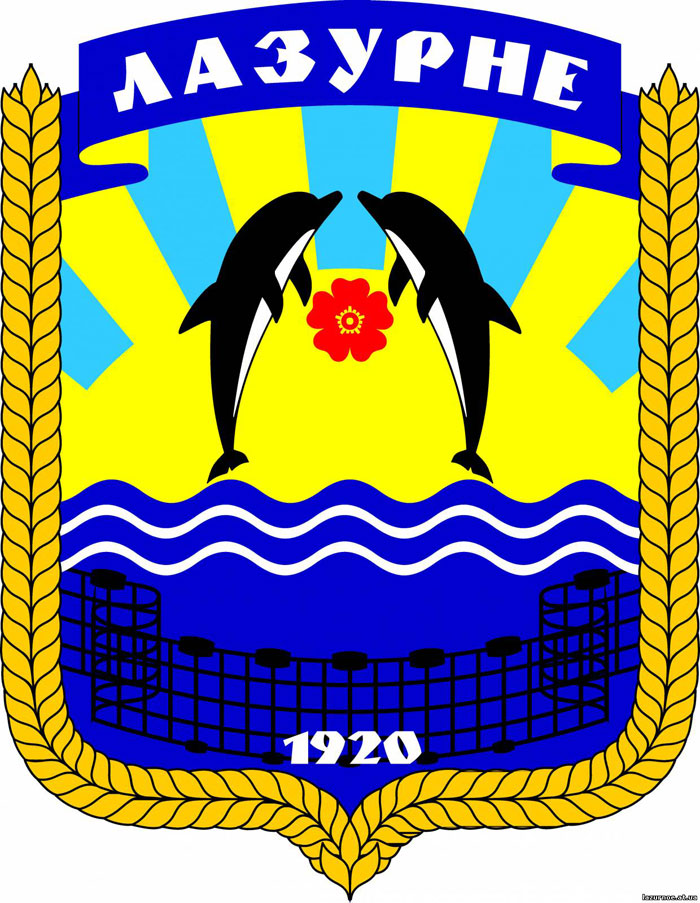
Герб смт Лазурне
Герб Чорноморського району
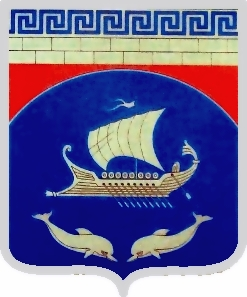
Герб смт Чорноморське
Герб департамента Луара, Франція
Герб департамента Ангільї